# Teodoro Eustachio del Palatinato-Sulzbach
Teodoro Eustachio del Palatinato-Sulzbach (Sulzbach, 14 febbraio 1659 – Dinkelsbühl, 11 luglio 1732) fu Conte Palatino di Sulzbach dal 1708 al 1732.

## Biografia
Teodoro Eustachio nacque a Sulzbach nel 1659 come unico figlio maschio sopravvissuto di Cristiano Augusto, Conte Palatino di Sulzbach e di Amalia di Nassau-Siegen. Teodoro Eustachio morì a Dinkelsbühl e fu sepolto a Sulzbach.

## Discendenza
Il 9 giugno 1692 si sposò con la langravia Maria Eleonora d'Assia-Rotenburg (25 febbraio 1674/75 - 27 gennaio 1719/20).
Da questo matrimonio nacquero i seguenti eredi:
- Maria Anna (7 giugno 1693 - 18 gennaio 1762), monaca a Colonia;
- Giuseppe Carlo (1694-1729) sposò Elisabetta Augusta Sofia del Palatinato-Neuburg;
- Francesca Cristina (1696-1776), badessa a Essen;
- Ernestina Elisabetta Giovanna (1697-1775) sposò il 19 settembre 1719 a Sulzbach Guglielmo II d'Assia-Wanfried-Rheinfels;
- Giovanni Guglielmo (3 giugno 1698 - 2 aprile 1699);
- Giovanni Cristiano Giuseppe (1699/1700-1733); sposò il 15 febbraio 1721/1722 Maria Henriette de La Tour d'Auvergne e l'11 gennaio 1730/1731, Eleonora d'Assia-Rotenburg
- Elisabetta Eleonora (19 aprile 1702 - 10 febbraio 1703/1704);
- Cristina (5 febbraio 1703/1704 - 12 marzo 1722/1723) sposò il 15 marzo 1721/1722 a Vercelli Carlo Emanuele III di Savoia, re di Piemonte e Sardegna;
- Giovanni Guglielmo Augusto (21 agosto 1706 - 28 agosto 1708).

## Ascendenza
|                                              |                                       |                                                  | Genitori                                     |  |  | Nonni |  |  | Bisnonni                                             |  |  | Trisnonni                                         |  |
|                                              |                                       |                                                  |                                              |  |  |       |  |  | Philipp Ludwig, conte palatino di Neuburg e Sulzbach |  |  | Wolfgang, conte palatino di Zweibrücken e Neuburg |  |
|                                              |                                       |                                                  |                                              |  |  |       |  |  | Philipp Ludwig, conte palatino di Neuburg e Sulzbach |  |  | Wolfgang, conte palatino di Zweibrücken e Neuburg |  |
|                                              |                                       | Anna von Hessen                                  |                                              |  |  |       |  |  | Philipp Ludwig, conte palatino di Neuburg e Sulzbach |  |  |                                                   |  |
| August, conte palatino di Sulzbach           |                                       |                                                  |                                              |  |  |       |  |  | Philipp Ludwig, conte palatino di Neuburg e Sulzbach |  |  |                                                   |  |
|                                              |                                       | Anna von Jülich-Kleve-Berg                       | Wilhelm, duca di Jülich-Kleve-Berg           |  |  |       |  |  |                                                      |  |  |                                                   |  |
|                                              |                                       | Anna von Jülich-Kleve-Berg                       | Wilhelm, duca di Jülich-Kleve-Berg           |  |  |       |  |  |                                                      |  |  |                                                   |  |
|                                              |                                       | Anna von Jülich-Kleve-Berg                       | Maria von Österreich                         |  |  |       |  |  |                                                      |  |  |                                                   |  |
| Christian August, conte palatino di Sulzbach |                                       | Anna von Jülich-Kleve-Berg                       |                                              |  |  |       |  |  |                                                      |  |  |                                                   |  |
|                                              |                                       | Johann Adolf, duca di Schleswig-Holstein-Gottorp | Adolf I, duca di Schleswig-Holstein-Gottorp  |  |  |       |  |  |                                                      |  |  |                                                   |  |
|                                              |                                       | Johann Adolf, duca di Schleswig-Holstein-Gottorp | Adolf I, duca di Schleswig-Holstein-Gottorp  |  |  |       |  |  |                                                      |  |  |                                                   |  |
|                                              |                                       | Johann Adolf, duca di Schleswig-Holstein-Gottorp | Christine von Hessen                         |  |  |       |  |  |                                                      |  |  |                                                   |  |
| Hedwig von Schleswig-Holstein-Gottorf        |                                       | Johann Adolf, duca di Schleswig-Holstein-Gottorp |                                              |  |  |       |  |  |                                                      |  |  |                                                   |  |
|                                              |                                       | Augusta af Danmark                               | Frederik II, re di Danimarca                 |  |  |       |  |  |                                                      |  |  |                                                   |  |
|                                              |                                       | Augusta af Danmark                               | Frederik II, re di Danimarca                 |  |  |       |  |  |                                                      |  |  |                                                   |  |
|                                              |                                       | Augusta af Danmark                               | Sophie von Mecklenburg-Güstrow               |  |  |       |  |  |                                                      |  |  |                                                   |  |
| Theodor Eustach, conte palatino di Sulzbach  |                                       | Augusta af Danmark                               |                                              |  |  |       |  |  |                                                      |  |  |                                                   |  |
|                                              | Johann VI, conte di Nassau-Dillenburg | Wilhelm I, conte di Nassau-Dillenburg            |                                              |  |  |       |  |  |                                                      |  |  |                                                   |  |
|                                              | Johann VI, conte di Nassau-Dillenburg | Wilhelm I, conte di Nassau-Dillenburg            |                                              |  |  |       |  |  |                                                      |  |  |                                                   |  |
|                                              | Johann VI, conte di Nassau-Dillenburg | Juliana zu Stolberg                              |                                              |  |  |       |  |  |                                                      |  |  |                                                   |  |
| Johann VII, conte di Nassau-Siegen           | Johann VI, conte di Nassau-Dillenburg |                                                  |                                              |  |  |       |  |  |                                                      |  |  |                                                   |  |
|                                              |                                       | Elisabeth von Leuchtenberg                       | Georg III, langravio di Leuchtenberg         |  |  |       |  |  |                                                      |  |  |                                                   |  |
|                                              |                                       | Elisabeth von Leuchtenberg                       | Georg III, langravio di Leuchtenberg         |  |  |       |  |  |                                                      |  |  |                                                   |  |
|                                              |                                       | Elisabeth von Leuchtenberg                       | Barbara von Brandenburg-Ansbach-Kulmbach     |  |  |       |  |  |                                                      |  |  |                                                   |  |
| Amalie von Nassau-Siegen                     |                                       | Elisabeth von Leuchtenberg                       |                                              |  |  |       |  |  |                                                      |  |  |                                                   |  |
|                                              |                                       | Johann, duca di Schleswig-Holstein-Sonderburg    | Christian III, re di Danimarca               |  |  |       |  |  |                                                      |  |  |                                                   |  |
|                                              |                                       | Johann, duca di Schleswig-Holstein-Sonderburg    | Christian III, re di Danimarca               |  |  |       |  |  |                                                      |  |  |                                                   |  |
|                                              |                                       | Johann, duca di Schleswig-Holstein-Sonderburg    | Dorothea von Sachsen-Lauenburg               |  |  |       |  |  |                                                      |  |  |                                                   |  |
| Margarethe von Schleswig-Holstein-Sonderburg |                                       | Johann, duca di Schleswig-Holstein-Sonderburg    |                                              |  |  |       |  |  |                                                      |  |  |                                                   |  |
|                                              |                                       | Elisabeth von Braunschweig-Grubenhagen           | Ernst III, principe di Brunswick-Grubenhagen |  |  |       |  |  |                                                      |  |  |                                                   |  |
|                                              |                                       | Elisabeth von Braunschweig-Grubenhagen           | Ernst III, principe di Brunswick-Grubenhagen |  |  |       |  |  |                                                      |  |  |                                                   |  |
|                                              |                                       | Elisabeth von Braunschweig-Grubenhagen           | Margarethe von Pommern-Wolgast               |  |  |       |  |  |                                                      |  |  |                                                   |  |
|                                              |                                       | Elisabeth von Braunschweig-Grubenhagen           |                                              |  |  |       |  |  |                                                      |  |  |                                                   |  |